# Parallelldator
Parallelldator brukar man populärt kalla system av datorer som samverkar för att lösa en uppgift snabbare än vad en enskild dator skulle förmå. Det sker så att uppgiften delas upp i flera deluppgifter som hanteras samtidigt av flera datorer eller processorer.